# Charlotte (Míchigan)
Charlotte es una ciudad ubicada en el condado de Eaton en el estado estadounidense de Míchigan. Es sede del condado de Eaton. En el Censo de 2010 tenía una población de 9074 habitantes y una densidad poblacional de 539,33 personas por km².

## Geografía
Charlotte se encuentra ubicada en las coordenadas 42°33′58″N 84°49′55″O / 42.56611, -84.83194. Según la Oficina del Censo de los Estados Unidos, Charlotte tiene una superficie total de 16.82 km², de la cual 16.7 km² corresponden a tierra firme y (0.74%) 0.12 km² es agua.

## Demografía
Según el censo de 2010, había 9074 personas residiendo en Charlotte. La densidad de población era de 539,33 hab./km². De los 9074 habitantes, Charlotte estaba compuesto por el 95.07% blancos, el 1.17% eran afroamericanos, el 0.41% eran amerindios, el 0.47% eran asiáticos, el 0% eran isleños del Pacífico, el 0.87% eran de otras razas y el 2.01% pertenecían a dos o más razas. Del total de la población el 4.64% eran hispanos o latinos de cualquier raza.